# Blindia torrentium
Blindia torrentium är en bladmossart som beskrevs av Jules Cardot och Brotherus 1923. Blindia torrentium ingår i släktet blindior, och familjen Seligeriaceae. Inga underarter finns listade i Catalogue of Life.